# فريدريك ويليام وايتهاوس
فريدريك ويليام وايتهاوس (بالإنجليزية: Frederick William Whitehouse)‏ هو جيولوجي أسترالي، ولد في 20 ديسمبر 1900 في إبسوتش في أستراليا، وتوفي في 22 مارس 1973.